# 康喬 (亞利桑那州)
康喬（英語：Concho）是位於美國亞利桑那州阿帕契縣的一個人口普查指定地區。根據2010年美國人口普查，該地共人口500人，而該地的面積約為1.17平方千米。

## 地理
康喬的座標為34°28′31″N 109°36′21″W / 34.47528°N 109.60583°W，而該地最高點為海拔高度1811米（即5942英尺）。